# آر دوشیزه
آر دوشیزه یک ستاره است که در صورت فلکی دوشیزه قرار دارد.